# 约翰·克里斯蒂安·法布里丘斯
约翰·克里斯蒂安·法布里丘斯（丹麥語：Johann Christian Fabricius，1745年1月7日—1808年3月3日）是一位丹麦昆虫学家，因通过昆虫的口器进行昆虫分类的研究而知名。出生于丹麦南部城市岑讷，曾在德国的阿尔托纳和丹麥哥本哈根等地学习，后进入瑞典乌普萨拉大学学习，成为卡尔·林奈的学生。1775年被基尔大学聘为自然历史学和金融学教授。主要著作有《Systema Entomologiae》 （1775），《Genera Insectorum》（1776），《Philosophia Entomologica》（1778），《Betrachtungen über die allgemeinen Einrichtungen in der Natur》（1781），《Species Insectorum》（1781），《Entomologia Systematica》（1792–98），《Resultate natur-historischer Vorlesungen》（1804）。

## 生平

### 博物学家的萌芽
法布里丘斯1745年1月7日生于丹麦石勒苏益格公国岑讷市，是当地医生约翰·克里斯蒂安·法布里丘斯和安·汉宁森的次子。老法布里丘斯思想开放，在1754年给两子种痘，为公国首例。对儿子的教育，他文体并重，亲传骑射，板球，九柱戏，并延家教授习道德，绘画，舞蹈，音乐，和语言。不过相对拉丁文等枯燥学科，小法布里丘斯对父亲年轻时收集的四卷腊叶标本集更感兴趣。标本集里的植物以杜纳福尔的体系命名，兄弟俩将它们取出，比对林奈的《植物种志》重新鉴定并以此为乐。他们也自己采集植物，捕捉昆虫，学习《植物种志》及《植物学哲学》。法布里丘斯喜欢读书，十四，五岁时即熟读了彭托皮丹的《挪威的自然历史》。1761年，法布里丘斯随父到阿尔托纳的文科中学学习应用数学与拉丁作文，并于1762年进入哥本哈根大学。同年秋天，父亲准其与亲友索伊加前往乌普萨拉大学学习。他在那里师从林奈，度过了“人生中最重要的两年”。